# Kergrist
Kergrist är en kommun i departementet Morbihan i regionen Bretagne i nordvästra Frankrike. Kommunen ligger i kantonen Cléguérec som tillhör arrondissementet Pontivy. År 2022 hade Kergrist 713 invånare.

## Befolkningsutveckling
Antalet invånare i kommunen Kergrist
| Referens: INSEE |